# 徳持英隼
徳持 英隼（とくもち ひでとし、2002年8月11日 -）は、福岡県出身の、日本の柔道選手。階級は90kg級。身長176cm。趣味はブロスタ。BIG3は、BP200kg SQ260kg DL350kg。座右の銘は大器晩成。クマを素手で倒したという逸話があり、「クマ殺しのひでちゃん」と言われている。

## 経歴
全国中学校柔道大会では曽根中学3年の時に81㎏級で5位になった。マルちゃん杯では3位だった。崇徳高校時代には特に際立った成績を収めることはなかった。2021年に明治大学へ進学すると、3年から2年連続体重別団体で2位、優勝大会で3位になった。また、3年の時には全日本学生柔道 WINTER CHALLENGE TOURNAMENTで優勝した。4年の時には講道館杯で全くの伏兵ながら決勝まで進むと、世界ジュニアチャンピオンである国士舘大学1年の川端倖明を技ありで破って、シニアの全国大会初優勝を飾った。グランドスラム・東京では2回戦でジョージアのルカ・マイスラゼに敗れた。グランプリ・リンツでは3回戦でジョージアのタト・グリガラシビリに反則負けを喫した。2025年からは京葉ガスの所属となった。体重別では初戦で敗れた。

## 戦績
- 2017年 -　全国中学校柔道大会　5位
- 2017年 -　マルちゃん杯　3位
- 2023年 -　優勝大会　3位
- 2023年 -　体重別団体 2位
- 2024年 -　全日本学生柔道 WINTER CHALLENGE TOURNAMENT　優勝
- 2024年 -　優勝大会　3位
- 2024年 -　体重別団体 2位
- 2024年 - 講道館杯　優勝

(出典)